# Achalinus formosanus
Achalinus formosanus är en ormart som beskrevs av Boulenger 1908. Achalinus formosanus ingår i släktet Achalinus och familjen snokar. IUCN kategoriserar arten globalt som livskraftig.
Arten förekommer i bergstrakter i Taiwan samt på Ryukyuöarna. Den vistas i Taiwan i mörka skogar på marken. Födan utgörs av daggmaskar och av andra ryggradslösa djur. Ormen vandrar sällan och når troligtvis inte fram till kulturlandskapet.

## Underarter
Arten delas in i följande underarter:
- A. f. chigirai
- A. f. formosanus

## Bildgalleri

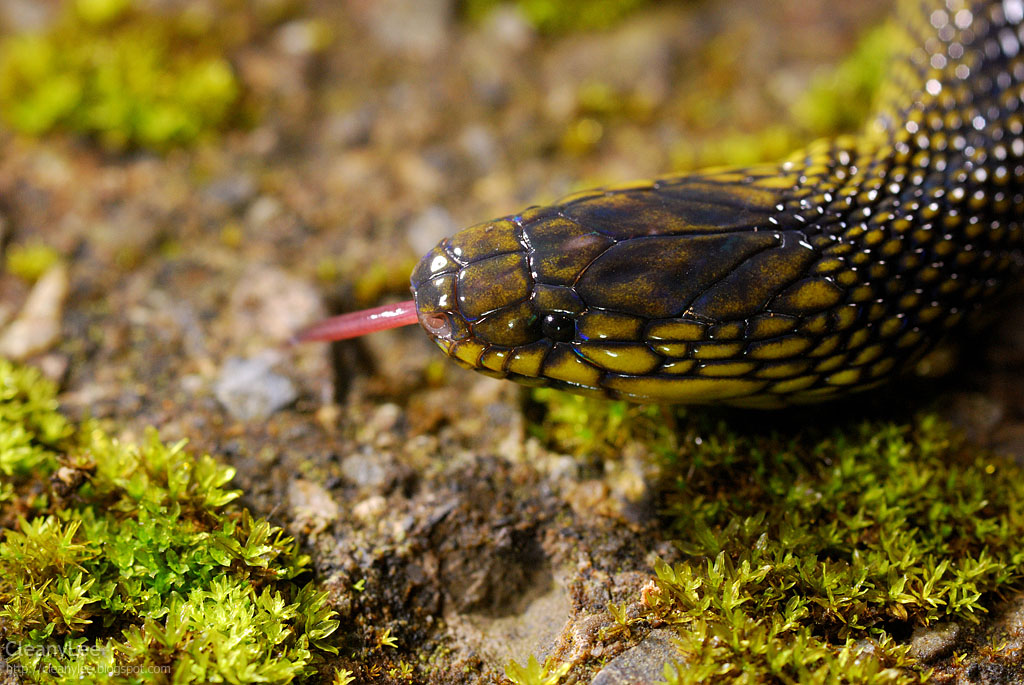